# Poemenia collaris
Poemenia collaris là một loài tò vò trong họ Ichneumonidae.